# Sphaeroma quoyanum
Sphaeroma quoyanum är en kräftdjursart som beskrevs av H. Milne Edwards 1840. Sphaeroma quoyanum ingår i släktet Sphaeroma och familjen klotkräftor. Inga underarter finns listade i Catalogue of Life.